# Fátima Gálvez Marín
Fátima Gálvez Marín (Baena, 19 de gener de 1987) és una esportista que competeix en tir olímpic en la modalitat de fossa olímpica, va ser campiona del món l'any 2015 i campiona d'Europa de l'any 2011.
Va participar en els Jocs Olímpics de Londres 2012, quedant en cinquè lloc i obtenint el respectiu diploma olímpic. En els Jocs Europeus de Bakú 2015 va aconseguir la medalla d'or.
Ha guanyat tres medalles en el Campionat Mundial de Tir, or en 2015 i plata i bronze en 2014, i cinc medalles en el Campionat Europeu de Tir entre els anys 2010 i 2016.
L'any 2021 va obtenir la Medalla d'Or en els Jocs Olímpics d'Estiu de 2020, que es van celebrar a Tòquio l'agost de 2021, en la prova de fossa olímpica per equips mixtes, junt amb Alberto Fernández.

## Palmarès internacional
| Jocs Olímpics     | Jocs Olímpics    | Jocs Olímpics | Jocs Olímpics    |
| Any               | Lloc             | Medalla       | Competició       |
| ----------------- | ---------------- | ------------- | ---------------- |
| 2021              | Tòquio Japó      | 1             | Fossa per equips |
| Campionat Mundial |                  |               |                  |
| Any               | Lloc             | Medalla       | Competició       |
| 2014              | Granada Espanya  | 2             | Fossa individual |
| 2014              | Granada Espanya  | 3             | Fossa per equips |
| 2015              | Lonato Itàlia    | 1             | Fossa individual |
| Jocs Europeus     |                  |               |                  |
| Any               | Lloc             | Medalla       | Competició       |
| 2015              | Bakú Azerbaidjan | 1             | Fossa individual |
| Campionat Europeu |                  |               |                  |
| Any               | Lloc             | Medalla       | Competició       |
| 2010              | Kazán Rússia     | 3             | Fossa per equips |
| 2011              | Belgrad Sèrbia   | 1             | Fossa individual |
| 2012              | Lárnaca Xipre    | 2             | Fossa per equips |
| 2016              | Lonato Itàlia    | 3             | Fossa individual |
| 2016              | Lonato Itàlia    | 3             | Fossa per equips |